# Heraclio (escritor)
Heraclio fue autor de un "recetario" sobre técnicas artísticas De coloribus et artibus Romanorum I tratati, una miscelánea que recoge informaciones sobre vidrio, cerámica, miniaturas y propiedades mágicas de las piedras, valioso sobre todo por su antigüedad y por su expreso deseo de conectar con el glorioso pasado de la Antigüedad clásica. Probablemente italiano (quizá romano), y datable en el siglo X.